# Јануар
Јануар је први месец у години и има 31 дан. Почетак месеца по јулијанском календару почиње 14. дана грегоријанског календара.
По Црквеном рачунању циклуса времена је пети месец.

## Порекло речи или етимологија
Јануар је добио име од грчког (Ιανουαριος) и латинског (Iānuārius). Тим именом су га назвали по римском божанству врата и улаза, сунца и светлости - Јанусу. Јануар и фебруар су последња два месеца додата календару, те су тако у старом Риму сматрали да је зима без месечних периода.
Јануар се код Срба, као и код неких словенских народа се назива још и „богојављенски месец“, сечењ, сечањ и сечко, а у старосрпском и коложег.
Преко цркве су у српски народ ушли латински називи за месеце, а њихови гласовни ликови показују да су прошли кроз грчко посредство.
Код Хрвата се назива сијечањ слично старословенском и српском сечењ и украјинском сичењ, код Бугара велики или големи сечко, код Чеха леден, а код Белоруса студењ слично Пољацима. У староруском се назива просинец слично словеначком.

## Историја
Јануар (на латинском Ianuarius) је назван по Јанусу, богу почетака и прелаза у римској митологији.
Историјски називи за јануар укључују његову оригиналну римску ознаку, Ianuarius, саксонски израз Wulf-monath (што значи „месец вука“) и ознаку Карла Великог Wintarmanoth („зимски/хладни месец“). На словеначком се традиционално зове prosinec. Име, повезано са хлебом од проса и чином тражења нечега, први пут је записано 1466. године у шкофјелочком рукопису.
Према Теодору Момзену, 1. јануар је постао први дан у години у 600 AUC римског календара (153. п. н. е.), због катастрофа у Лузитанском рату. Лузитански поглавица по имену Пуник напао је римску територију, поразио два римска гувернера и убио њихове трупе. Римљани су решили да пошаљу конзула у Хиспанију, а да би убрзали слање помоћи, „чак су натерали нове конзуле да ступе на дужност два и по месеца пре законског рока“ (15. марта).

## Јануарски симболи
- Јануарски камен рођења је гранат, који представља постојаност.[5]
- Јануарски цвет рођења је колобно розе Dianthus caryophyllus или галантус као и традиционални каранфил.[6][7]
- Јапански цветни амблем јануара је камелија (Camellia sinensis).[8][9][10][11]
- На финском, месец tammikuu значи срце зиме и пошто име дословно значи „храстов месец“, може се закључити да је храст срце велике шуме са много вредних стабала за разлику од типичних арктичких шума, које су типично бор и смрча. Фотографија великог дрвета прекривеног ледом на плавом небу позната је сцена током зиме у Финској.
- Хороскопски знаци за месец јануар су Јарац (до 19. јануара) и Водолија (од 20. јануара па надаље).
- Име пуног месеца који се јавља у јануару је вучји месец.

## Јануарске свечаности
Ова листа нужно не подразумева ни званични статус нити опште поштовање.

### Месечне светковине
- Месец свести о Алцхајмеру (Канада)
- Суви јануар (Уједињено Краљевство)
- Национални месец свести о сузависности[12] (Сједињене Америчке Државе)
- Национални месец менторства (Сједињене Америчке Државе)
- Национални месец свести о здравој тежини[13] (Сједињене Америчке Државе)
- Месец превенције ропства и трговине људима (Сједињене Америчке Државе)
- Месец свести о ухођењу[14] (Сједињене Америчке Државе)
- Вегануар

### Месеци хране у Сједињеним Државама
Ова листа нужно не подразумева ни званични статус нити опште поштовање.
- Месец љубазности према послуживачима хране (прогласом, држава Тенеси)[15]
- Калифорнијски месец дигестивног здравља сушених шљива[16]
- Месец топлог чаја[17]
- Национални месец супе[18]
- Месец овсене каше[15][19]

## Верски календари

### Хришћански празници
- Велики празници или црвено слово
- Србљак

2. јануар/20 - свети Данило II, архиепископ српски

5. јануар/23 - преподобни Наум Охридски

7. јануар/25 - Божић Рођење Христово

17. јануар/4 - свети Јевстатије I, архиепископ српски

21. јануар/8 - свети Григорије Охридски

27. јануар/14 - свети Сава, први архиепископ Српски

28. јануар/15 - преподобни Гаврило Лесновски и Прохор Пчињски

29. јануар/16 - преподобни Ромило Раванички

31. јануар/18 - свети Максим, архиепископ Српски
- Житије Светих за фебруар